# Joseph Lamb
Joseph Francis Lamb (Montclair, Nova Jersey, 6 de desembre de 1887 - Nova York, 3 de setembre de 1960) fou un pianista i compositor estatunidenc de música ragtime, únic membre blanc dels “Tres Grans” junt amb Scott Joplin i James Scott. Va publicar 12 rags entre 1908 i 1919 i, després de la seva mort, van aparèixer dues dotzenes més inèdits. L'últim dels grans del rag, de bona família. Tot i ser blanc, Lamb va compondre rags inserits en la tradició dels rags de compositors negres més populars.

## Biografia
Va cursar estudis a Berlin (Kitchener, Canadà) i va aprovar l'examen d'accés a la Universitat de Stevebs amb la intenció d'estudiar enginyeria. Tot i així, va trobar feina a Nova York i no es va arribar a matricular. Durant la seva època, el piano es va popularitzar molt. Lamb va ser compositor i pianista autodidacta, tot i que les seves dues germanes van rebre formació clàssica. Abans de conèixer a Joplin, ell ja havia compost diversos rags. Malgrat tot, sempre va admirar-lo, i amb el temps el va ajudar a compondre i publicar obres. Durant molt de temps els aficionats a aquestes composicions van creure que era negre. No es va desmentir fins que Blesh i Janis se'l van trobar 30 anys més tard.
Passada la Primera Guerra Mundial, els rags van passar de moda i per deixar pas a les grans formacions que començaven a instaurar-se (que acabarien convertint-se en Big Bandss) i es va perdre el rastre a Lamb. Fins aleshores, Lamb va viure a Brooklyn, treballant en una firma d'importació i portava molts anys sense compondre. En els seus últims anys, va finalitzar algunes obres que tenia sense publicar i va efectuar algunes gravacions.

## Estil

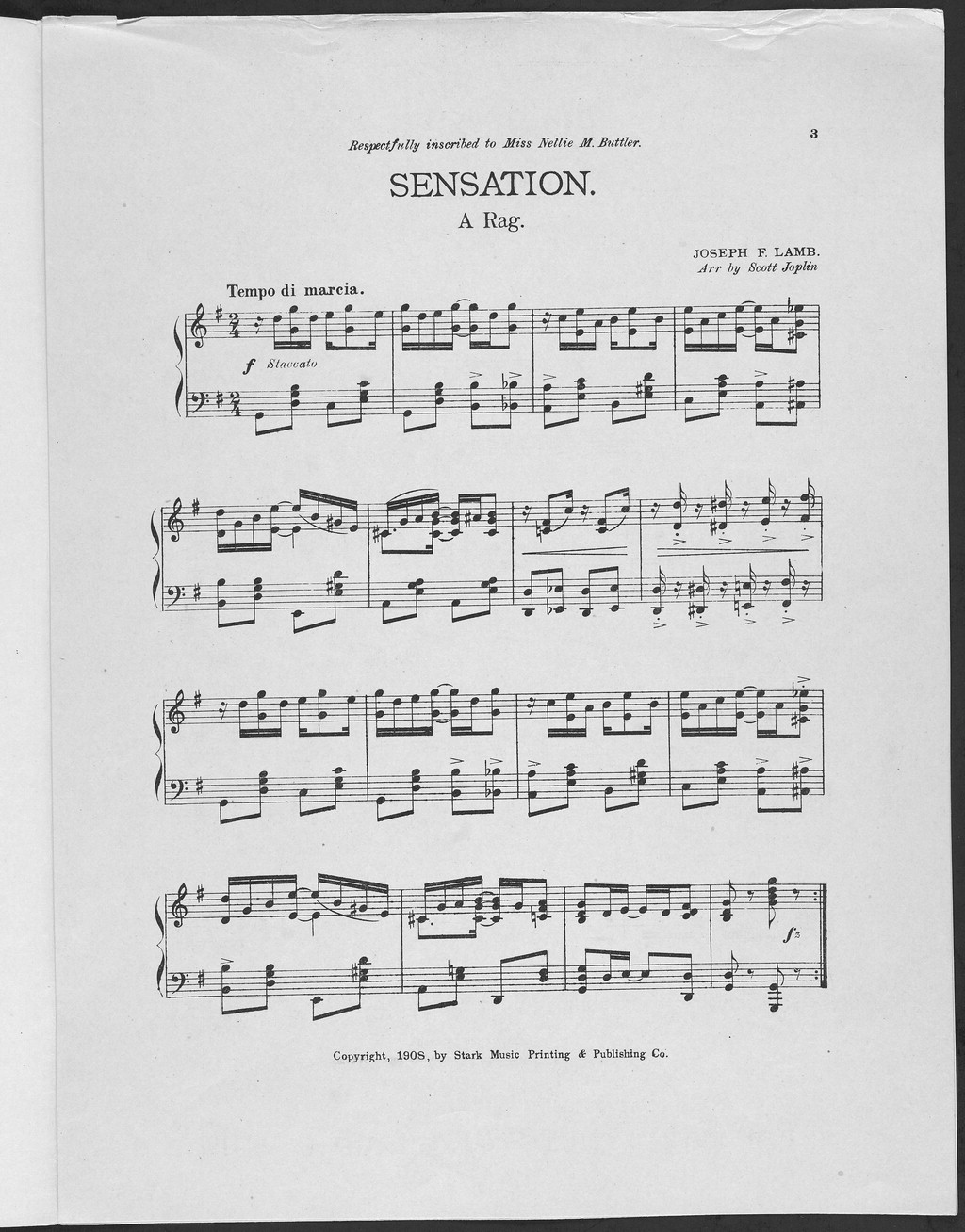
Primer full de la partitura de Sensation composta per Lamb i arranjada per Scott Joplin (dipositada a la Biblioteca del Congrés)

Va transformar material extret d'altres composicions i va crear formes musicals completament noves. Doncs el seu Sensation Rag, American Beauty i Patricia Rag tenen motius derivats del Maple Leaf Rag de Joplin. El Patricia Rag també conté elements del Gladeolus Rag, també de Joplin. Cleopatra Rag, Champagne Rag i Reindeer Rag també comparteixen motius similars.
Per la qualitat que tenien les seves obres, en el seu moment es va creure que el nom de Joseph F. Lamb era un pseudònim de Scott Jopplin. Les seves obres tenen una solidesa harmònica que no exclou cromatismes ni tonalitats riques en bemolls. Excelsior Rag i Ethiopia Rag, estan en re b, incloent el trio en sol b on hi ha notes accidentals amb dobles bemolls.
La seva producció no té sincopes tant consistents com les de Joplin o Turpin. Les estructures dels seus rags son bastant clàssiques. Totes les seves obres són divisibles en dues meitats, separades per tonalitats i divisibles en seccions, generalment dos, d'uns 16 compassos cadascuna. És cert que tot i així, Lamb no es volia tancar en aquest cànon i en algunes obres va inserir alguns passatges de desenvolupament. Tot i així, la improvisació encara s'estilava fins més tard, que va venir el Harlem Stride Piano.

## Alguns dels seus rags i històries de les seves obres
El seu primer rag publicat va ser Sensation Rag (1908), editat per John Stark. Curiosa és la historia que hi ha darrere d'aquesta obra. Com a arranjador, s'inclou a Joplin però Lamb va confessar que ell no va tenir res a veure, que només va posar el seu nom per facilitar la difusió de la partitura. Va continuar publicant rags amb Stak fins al 1919. A partir d'aquesta data, les seves partitures van ser acceptades per un altre editor, Mills, però qui no va mai arribar a editar-les. Va publicar 12 rags entre 1908 i 1919. Un cop mort, es van trobar dues dotzenes més de rags sense publicar. També va compondre cançons, quatre d'elles editades entre 1908 i 1913. S'han trobat 51 cançons més sense publicar.
- 1903
  - Walper House Rag
- 1905
  - Ragged Rapids Rag
- 1907
  - Hyacinth - A Rag
  - Greased Lightning
  - Rapid Transit
- 1908
  - Rag-Time Special
  - Joe Lamb's Old Rag
  - Sensation Rag
  - Dynamite Rag
- 1909
  - Ethiopia Rag
  - Excelsior Rag
- 1913
  - American Beauty Rag
- 1915
  - Contentment Rag
  - Ragtime Nightingale
  - Cleopatra Rag
  - Reindeer
  - Champagne Rag
- 1916
  - Top Liner Rag
  - Patricia Rag
- 1919
  - Bohemia Rag

### Champagne Rag, 1915
Champagne Rag va ser un molt bon exemple del caràcter integrador i fluid del seu estil com a compositor. Segons el llibre Historia del Jazz clásico, de Frank Tirro, el Rag va estar compost el 1915 tot i que en altres llocs es pot trobar que va estar fet el 1910.
Forma 
| I | :A: | B  | B' | A  | C    | C' | :DA': |
| - | --- | -- | -- | -- | ---- | -- | ----- |
| 4 | 16  | 16 | 16 | 16 | 16   | 26 | 32    |
|   |     |    |    |    | Trio |    |       |

El tema comença en Bb M. La introducció agafa material de la primera frase A. La segona B no és una repetició sinó que es tracta d'una versió escrita en una octava, de tal forma que la peça inclou un mínim passatge per al desenvolupament. El mateix passa amb les dues C.
Al trio modula a la seva dominant, com era comú, i ja es queda en la tonalitat d'Eb M fins al final. L'últim tema, que inclou dos variants, la segona és simplement una transposició i variació del tema inicial (A). Acaba arrodonint la forma i aquest rag es converteix en una obra notable d'integració per a l'estil del ragtime.